# 121-es busz (Budapest)
A budapesti 121-es jelzésű autóbusz Újpesten és Káposztásmegyeren közlekedik, az Újpest-városkapu metróállomást köti össze Istvántelekkel, Rákospalota-Újpest vasútállomással, és Káposztásmegyer, Szilas-patakkal. A viszonylatot az ArrivaBus Kft. és a Budapesti Közlekedési Zrt. üzemelteti. Korábban Ikarus 405 midibuszok, ma MAN Lion’s City 12 szóló, valamint hétvégén Mercedes-Benz Sprinter midi buszok is közlekednek a vonalon.

## Története
A 14-es villamos istvántelki hurkának felhagyása után, 1975. szeptember 1-jén 20Y jelzéssel indítottak új járatot a Széchenyi tér és az 1971-ben átadott újpesti Szilágyi utcai végállomás (ma: Rákospalota-Újpest vasútállomás) között a Berni utca – Madridi utca – Szabadságharcosok útja – Elem utca – Istvántelki út útvonalon. Szeptember 21-én Angyalföld, forgalmi telepig hosszabbították, az átszállások megkönnyítése miatt. 1977. január 1-jén a 121-es jelzést kapta. 1982-ben útvonala jelentősen módosult, az Elem utca után egyenesen, az Újpesti lakótelep számára 1978-1981 között kiszélesített Tél utcán és Berda József utcán át haladt a Temesvári utcában található végállomásához. Ez az útvonal nem sokáig maradhatott, mert 1984-ben a 3-as metró Újpest-városkapu állomásának építését kísérő területrendezések miatt át kellett helyezni a végállomását, mely így visszakerült korábbi helyére, a Pozsonyi útra, az Angyalföld, forgalmi telep mellé. A 121-es buszok ekkor újra a Szabadságharcosok útján és a Berni utcán keresztül érkeztek a kocsiszínhez, visszafelé azonban már a Tél utcán keresztül jártak. 1990. december 15-én a 3-as metró újpesti szakaszának átadásával végállomása újra a Temesvári utcához került Újpest-városkapu néven, melyet a Berda József utca után körforgalomban, az Aradi utca és a Csányi László utca érintésével ért el. Ugyanekkor az Újpest, Szilágyi utca végállomása a Rákospalota-Újpest MÁV-állomás nevet kapta. Azóta útvonala változatlan. 2011. december 5-én bevezették a járaton az első ajtós felszállási rendet.
2024. augusztus 10-én útvonala Rákospalota-Újpest vasútállomástól a Szilágyi utca – Fóti út – Iglói utca – Sporttelep utca – Óceánárok utcán át Káposztásmegyer, Szilas-patak végállomásig hosszabbodott.

## Útvonala
| Káposztásmegyer, Szilas-patak felé |
| Újpest-városkapu M (Temesvári utca) vá. – Temesvári utca – Berda József utca – Tél utca – Elem utca – Istvántelki út – Kiss János utca – Görgey Artúr utca – Szilágyi utca – Fóti út – Iglói utca – Sporttelep utca – Óceánárok utca – Káposztásmegyer, Szilas-patak vá.                                   |
| Újpest-városkapu (Temesvári utca) felé |
| Káposztásmegyer, Szilas-patak vá. – Óceánárok utca – Sporttelep utca – Iglói utca – Fóti út – Szilágyi utca – Árpád út – Deák Ferenc utca – Hajnal utca – Árpád út – Istvántelki út – Elem utca – Tél utca – Berda József utca – Aradi utca – Csányi László utca – Újpest-városkapu M (Temesvári utca) vá. |

## Megállóhelyei
| 0  | Újpest-városkapu M (Temesvári utca) végállomás | 16 | 104, 104A, 122E, 196, 196A, 204 300, 302, 303, 305, 308, 309, 310, 312, 313, 314, 315, 316, 318, 319, 320, 321, 872, 880, 882, 883, 884, 889, 890, 893 1010, 1011, 1013, 1014 S72 Z72 S76 (Újpest megállóhely) |
| 1  | Aradi utca                                     | ∫  | |
| ∫  | Csányi László utca                             | 15 | |
| 2  | Tél utca / Pozsonyi utca                       | 13 | 20E, 25, 30, 30A, 120, 230 12, 14 |
| 3  | Nap utca                                       | 13 | 20E, 25, 120 |
| 4  | Újpesti Erőmű                                  | 12 | 20E, 25, 120 |
| 5  | Elem utca                                      | 10 | |
| 6  | Ősz utca                                       | 10 | |
| 7  | Víztorony                                      | 8  | 104, 104A, 170, 196, 196A, 204, 270 |
| 8  | Kiss János utca                                | 7  | 124, 225, 270, 296, 296A |
| 9  | Szülőotthon                                    | ∫  | 12, 14 |
| ∫  | Rákospalota-Újpest vasútállomás                | 7  | 96, 270 12, 14 S70 G70 S71 G71 |
| 10 | Rákospalota-Újpest vasútállomás                | 6  | 96, 270 12, 14 S70 G70 S71 G71 |
| 12 | Szilágyi utca                                  | ∫  | 96, 270, 296, 296A |
| ∫  | Pajtás utca                                    | 4  | |
| 13 | Zombori utca                                   | 4  | |
| 14 | Iglói utca                                     | 3  | 20E, 96, 220 |
| 15 | Vadgesztenye utca                              | ∫  | 20E, 220 |
| 16 | Erdősor út                                     | 2  | 20E, 220 |
| 17 | Művelődési Központ                             | 1  | 20E, 126, 196, 296, 296A |
| 18 | Hajló utca                                     | 0  | 20E, 126, 196, 296, 296A |
| 19 | Káposztásmegyer, Szilas-patak végállomás       | 0  | 20E, 126, 196, 296, 296A 14 |

## Képgaléria

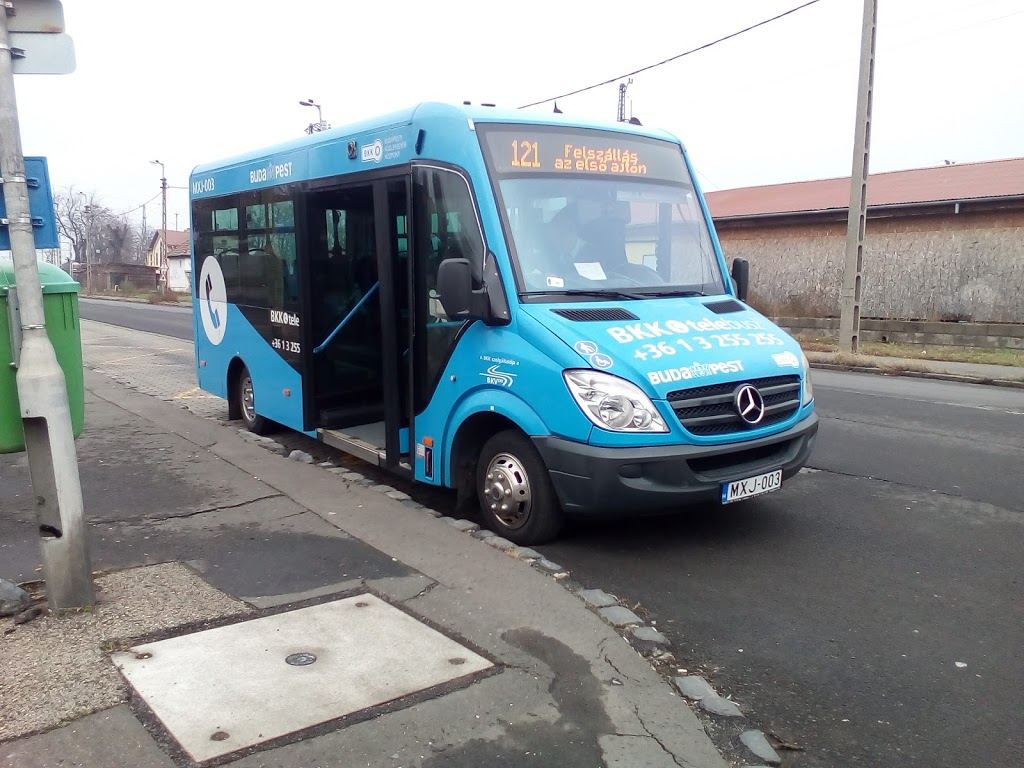
Hétvégén mikrobuszok járnak.